# Москоу (тауншип, Миннесота)
Москоу (англ. Moscow) — тауншип в округе Фриборн, Миннесота, США. На 2000 год его население составило 605 человек.

## География
По данным Бюро переписи населения США площадь тауншипа составляет 93,9 км², из которых 93,5 км² занимает суша, а 0,3 км² — вода (0,36 %).

## Демография
По данным переписи населения 2000 года здесь находились 605 человек, 229 домохозяйств и 179 семей.  Плотность населения —  6,5 чел./км².  На территории тауншипа расположено 257 построек со средней плотностью 2,7 построек на один квадратный километр. Расовый состав населения: 97,52 % белых, 0,17 % афроамериканцев, 0,33 % азиатов, 1,32 % — других рас США и 0,66 % приходится на две или более других рас. Испанцы или латиноамериканцы любой расы составляли 3,64 % от популяции тауншипа.
Из 229 домохозяйств в 35,8 % воспитывались дети до 18 лет, в 68,6 % проживали супружеские пары, в 5,7 % проживали незамужние женщины и в 21,8 % домохозяйств проживали несемейные люди. 19,2 % домохозяйств состояли из одного человека, при том 9,6 % из — одиноких пожилых людей старше 65 лет. Средний размер домохозяйства — 2,64, а семьи — 3,03 человека.
26,1 % населения — младше 18 лет, 6,9 % — в возрасте от 18 до 24 лет, 29,1 % — от 25 до 44, 23,5 % — от 45 до 64, и 14,4 % — старше 65 лет. Средний возраст — 40 лет. На каждые 100 женщин приходилось 105,1 мужчин.  На каждые 100 женщин старше 18 приходилось 105,0 мужчин.
Средний годовой доход домохозяйства составлял 38 472 доллара, а средний годовой доход семьи —  45 208 долларов. Средний доход мужчин —  31 023  доллара, в то время как у женщин — 26 058. Доход на душу населения составил 20 442 доллара. За чертой бедности находились 8,3 % семей и 9,4 % всего населения тауншипа, из которых 15,8 % младше 18 и 6,6 % старше 65 лет.